# Katja Winger
Katja Winger (* 14. Oktober 1982 in Halle (Saale)) ist eine deutsche Archäologin und eine Vertreterin der archäologischen Geschlechterforschung.

## Werdegang
Katja Winger studierte von 2002 bis 2007 Klassische Archäologie und Alte Geschichte an der Universität Halle und wurde 2012 an der Universität Frankfurt am Main im Fach Vor- und Frühgeschichte promoviert. Ihre Magisterarbeit wurde 2013 unter dem Titel „Wie die Löwin mit zottiger Mähne...“ – Untersuchungen zum antiken Löwenbild veröffentlicht; die Dissertation Baubefunde und Siedlungsentwicklung der Südumgehung im Oppidum von Manching erschien 2015. Von 2007 bis 2012 war sie als wissenschaftliche Mitarbeiterin an der Römisch-Germanischen Kommission des Deutschen Archäologischen Instituts beschäftigt, bevor sie an der FU Berlin im Institut für Prähistorische Archäologie angestellt wurde. Seit 2021 leitet sie die Heinrich-Schliemann-Gedenkstätte in Neubukow.

## Forschung
Wingers Forschungsschwerpunkt ist eisenzeitliche Siedlungsarchäologie. Darüber hinaus beschäftigt sie sich mit archäologischer Geschlechterforschung. So war sie im Jahr 2016 eine der Organisatorinnen der internationalen Tagung „Big men or women? Neue interdisziplinäre Ansätze der Geschlechterforschung zur Eisenzeit Mitteleuropas“, der 2018 eine Tagung zum Thema „Frauenraub im Altertum: Mythos oder gängige Praxis?“ folgte. Im FemArc – Netzwerk archäologisch arbeitender Frauen ist sie Mitherausgeberin der wissenschaftlichen Schriftenreihe Frauen – Forschung – Archäologie. Im Jahr 2019 erschien in der Zeitschrift Antike Welt ihr gemeinsam mit Christin Keller verfasster Artikel „Und bist Du nicht willig, so brauch’ ich Gewalt… Frauenraub im Altertum“.
Das von ihr gemeinsam mit Manuel Fernández-Götz und Holger Wendling im Jahr 2014 herausgegebene Buch Paths to Complexity – Centralisation and Urbanisation in Iron Age Europe wurde 2016 in der Online-Ausgabe des American Journal of Archaeology (AJA) besprochen. Dort wurde positiv hervorgehoben, dass es sich bei dem Band um eine wichtige Ergänzung der Literatur über urbane Entwicklungsprozesse in der antiken Welt handelt und erstmals eine Reihe von Daten dem englischsprachigen Fachpublikum zugänglich gemacht werden. Der letztere Aspekt wird auch in einer Buchbesprechung von Jan Kysela in der Zeitschrift Antiquity hervorgehoben. Mit dem 2017 erschienenen Band Frauen an der Macht? gab Katja Winger zusammen mit Christin Keller „einen  inhaltlich aktuellen und umfangreichen Überblick zur Frauen- und Geschlechterforschung der Eisenzeit heraus“.
Weitere Forschungsfelder Wingers sind eisenzeitliche Maßsysteme, Reiternomaden und die Jamnaja-Kultur.

## Familie
Sie ist mit dem an der Universität Rostock tätigen Prähistoriker Daniel Winger (* 1978) verheiratet, sie haben zwei Kinder und bewohnen ein Haus in Neubukow.

## Veröffentlichungen
- „Wie die Löwin mit zottiger Mähne...“ – Untersuchungen zum antiken Löwenbild. AV Akademikerverlag, Saarbrücken 2013, ISBN 978-3-639-48844-9 (Digitalisat).
- Baubefunde und Siedlungsentwicklung der Südumgehung im Oppidum von Manching (= Die Ausgrabungen in Manching. Band 20). Reichert-Verlag, Wiesbaden 2015, ISBN 978-3-95490-165-4.

Herausgeberschaften
- mit Manuel Fernández-Götz, Holger Wendling als Herausgeberin: Paths to Complexity – Centralisation and Urbanisation in Iron Age Europe. Oxbow Books, Oxford 2014, ISBN 978-1-78297-723-0.
- mit Christin Keller: Frauen an der Macht? Neue interdisziplinäre Ansätze zur Frauen- und Geschlechterforschung für die Eisenzeit Mitteleuropas (= Universitätsforschungen zur prähistorischen Archäologie. Band 299). Habelt, Bonn 2017, ISBN 978-3-7749-4089-5.